# 1960 na literatura

## Nascimentos
| Data           | Nome                      | Profissão                               | Nacionalidade | Observações | Ref   |
| -------------- | ------------------------- | --------------------------------------- | ------------- | ----------- | ----- |
| 2 de Março     | Peter F. Hamilton         | escritor de ficção científica           | Inglaterra    |             |       |
| 30 de Junho    | Tony Bellotto             | escritor, cantor e apresentador         | Brasil        |             |       |
| 7 de julho     | Paula Teixeira de Queiroz | escritora                               | Portugal      |             |       |
| 22 de julho    | Agostinho Santos          | pintor, escritor e jornalista português | Portugal      |             | [ 1 ] |
| 10 de Novembro | Neil Gaiman               | autor de romances e banda desenhada     | Inglaterra    |             |       |

## Mortes
| Data           | Nome                  | Profissão                                                                  | Nacionalidade | Observações | Ref   |
| -------------- | --------------------- | -------------------------------------------------------------------------- | ------------- | ----------- | ----- |
| 4 de Janeiro   | Albert Camus          | escritor e filósofo                                                        | França        | n. 1913     |       |
| 31 de Maio     | Boris Pasternak       | poeta e romancista                                                         | Rússia        | n. 1890     |       |
| 29 de Novembro | Octávio Mangabeira    | engenheiro, professor e político, Imortal da Academia Brasileira de Letras | Brasil        | n. 1886     |       |
| ??             | Eduardo Frutuoso Gaio | escritor, jornalista e ferroviário                                         | Portugal      | n. 1892     | [ 2 ] |

## Prémios literários
- Nobel de Literatura - Saint-John Perse
- Prémio Machado de Assis - não atribuído
- Prêmio Hans Christian Andersen - Erich Kästner